# Cecco Nuccoli
Cecco Nuccoli (Perugia, ... – XIV secolo) è stato un poeta italiano.

## Biografia
Poeta burlesco, fu in corrispondenza con Cino da Pistoia e con il suo concittadino Marino Ceccoli.